# Fehér megye
Fehér megye (románul: Județul Alba, németül: Kreis Alba) közigazgatási egység Romániában, az Erdély régióban, a Közép-romániai fejlesztési régió területén. 6242 km2-es területével Románia 24. legnagyobb megyéje, mely az ország teljes területének mintegy 2,27%-át adja. Emellett közel 325 ezer fős lakosságával Románia 22. legnépesebb közigazgatási egysége, ezzel az ország népességének 2,03%-ával rendelkezik, népsűrűsége az országos átlag alatt van.
Északról Kolozs megye, keletről Maros megye és Szeben megye, délről Vâlcea megye, nyugatról pedig Hunyad megye, Arad megye és Bihar megye határolja. Székhelye Gyulafehérvár Erdély egyik történelmi központja, amely híres a gyulafehérvári székesegyházáról, ahol több erdélyi fejedelem, köztük Bethlen Gábor és I. Rákóczi György is nyugszik. Emellett itt kiáltották ki 1918. december 1-jén Nagy-Románia létrejöttét, ami Románia nemzeti ünnepe lett. Emellett a megye jelentős városai közé tartozik Balázsfalva, az erdélyi román görögkatolikus egyház központja, illetve Nagyenyed történelmi városa, fontos oktatási és kulturális központ.
Erdély középső részén helyezkedik el, változatos domborzattal. Nyugati részét az Erdélyi-szigethegység (Apuseni-hegység) uralja, ahol jelentős bányászati múltú területek találhatók. Keleten a Erdélyi-medence dombvidékei terülnek el, termékeny mezőgazdasági területekkel. A megyét több folyó is átszeli, a legfontosabb a Maros, amely áramlása mentén fontos települések alakultak ki. A vidék gazdag ásványkincsekben, különösen arany- és ezüstlelőhelyeiről ismert. Emellett számos természeti látnivaló, például a Szkerisórai-jégbarlang vagy a Remetei-sziklaszoros is itt található.

Fehér megye elhelyezkedése Románia területén

Történelme szorosan kapcsolódik Erdély múltjához. Az ókorban a terület a dákokhoz tartozott, majd a római hódítás után Dacia provincia része lett, Gyulafehérvár pedig fontos római várossá fejlődött. A középkorban a Magyar Királyság részeként erdélyi fejedelmek székhelye volt, többek között Bethlen Gábor és I. Rákóczi György is itt uralkodott. 1599-ben Vitéz Mihály egyesítette Erdélyt Havasalfölddel és Moldvával, amivel rövid időre megvalósította a románok egységét. 1848–49-ben a szabadságharc fontos eseményei zajlottak a megyében, például a nagyenyedi pusztítás. 1918. december 1-jén Gyulafehérváron hirdették ki Erdély egyesülését Romániával, ami a mai napig Románia nemzeti ünnepe.

## Nevének eredete
A megye elnevezése összefügghet a területén található Gyulafehérvár város ának nevével, amelynek "fehér" komponense a város falainak színére vagy a tisztaságra utalhatott. Hasonló módon, Magyarországon a Fejér vármegye és Székesfehérvár neve is a "fehér" szóból ered, utalva a fehér kőből épült várra.

## Földrajz
Fehér megye területe 6242 km², amiből 59%-ot hegyvidék foglal el. Az északnyugati részen vannak az Erdélyi-középhegység hegyei, a déli részen a Szebeni-havasok és a Kudzsiri-havasok, keleten pedig az Erdélyi-medence, mély és széles völgyekkel. A három fontos területet a Maros folyó völgye választja el. A legfontosabb folyók a megyében: a Maros és mellékfolyói, a Nagy-Küküllő, Aranyos és Sebes.

### Éghajlat
Az éghajlat kontinentális jellegű. Az átlagos évi középhőmérséklet 2 °C a hegyeken és 9,5 °C a Maros völgyében. Január átlagos hőmérséklete –5 °C a hegyeken és –3,3 °C a medencékben, július átlagos hőmérséklete 10 °C ill. 20,5 °C. Az eddigi legmagasabb hőmérséklet 42,5 °C volt, amelyet 1952-ben mértek Gyulafehérvárott, a legalacsonyabb –32,0 °C volt 1942-ben Balázsfalván. Az évi átlagos csapadékmennyiség 600–1100 mm. Az uralkodó szélirány a nyugati és délnyugati, átlagos sebességük 12 km/h. Gyakori a főnös hatás, amely a légköri hőmérséklet emelkedését és a csapadékmennyiség csökkenését idézi elő.

## Demográfia

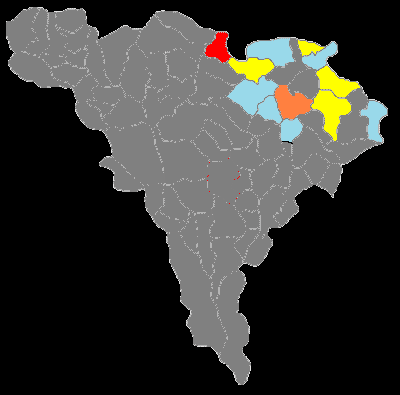
A magyar nemzetiségűek aránya Fehér megyében a 2011-es népszámlálás adatai szerint. Piros = Magyar többség 80% felett, narancssárga = magyar többség 50 - 79% között, citromsárga = magyar kisebbség 20% felett, kék = magyar kisebbség 10 - 20% között, szürke = magyar kisebbség 10% alatt.

Fehér megye népességének változása (a megye mai területére számítva):

2002-ben a megyének 382 747 lakosa volt, ebből 90% román, 5% magyar, 4% cigány. Az északi és az északnyugati területek, az Erdélyi-középhegységben, Mócvidék néven ismert és román hagyományai vannak.

## Közigazgatási beosztása
A megyében 2007. július 1-jén négy municípium (Gyulafehérvár, Nagyenyed, Balázsfalva, Szászsebes), hét további város (Abrudbánya, Aranyosbánya, Kudzsir, Marosújvár, Topánfalva, Tövis, Zalatna) és 67 község van, melyekhez összesen 716 település tartozik.
Lásd: Fehér megye községeinek listája.

### Legnagyobb települések
A legnagyobb települések a megyében (2007):
|     | Név           | Rang              | Lakosság (fő) |  |
| 1.  | Gyulafehérvár | megyei jogú város | 66 842        |  |
| 2.  | Szászsebes    | megyei jogú város | 29 225        |  |
| 3.  | Kudzsir       | város             | 26 561        |  |
| 4.  | Nagyenyed     | megyei jogú város | 26 367        |  |
| 5.  | Balázsfalva   | megyei jogú város | 20 910        |  |
| 6.  | Marosújvár    | város             | 15 268        |  |
| 8.  | Zalatna       | város             | 8335          |  |
| 7.  | Topánfalva    | város             | 7909          |  |
| 9.  | Tövis         | város             | 7364          |  |
| 10. | Abrudbánya    | város             | 5865          |  |
| 11. | Aranyosbánya  | város             | 4490          |  |

## Gazdaság
A legfontosabb iparágak: élelmiszeripar, textilipar, faipar, papír- és csomagolóanyag-ipar, vegyipar. A bányákban aranyat, ezüstöt, rezet, sót és építőanyagot bányásznak.
Az Érchegység keleti lábánál található az Erdélyi-hegyalja, az egyik legfontosabb erdélyi borvidék.

## Turizmus

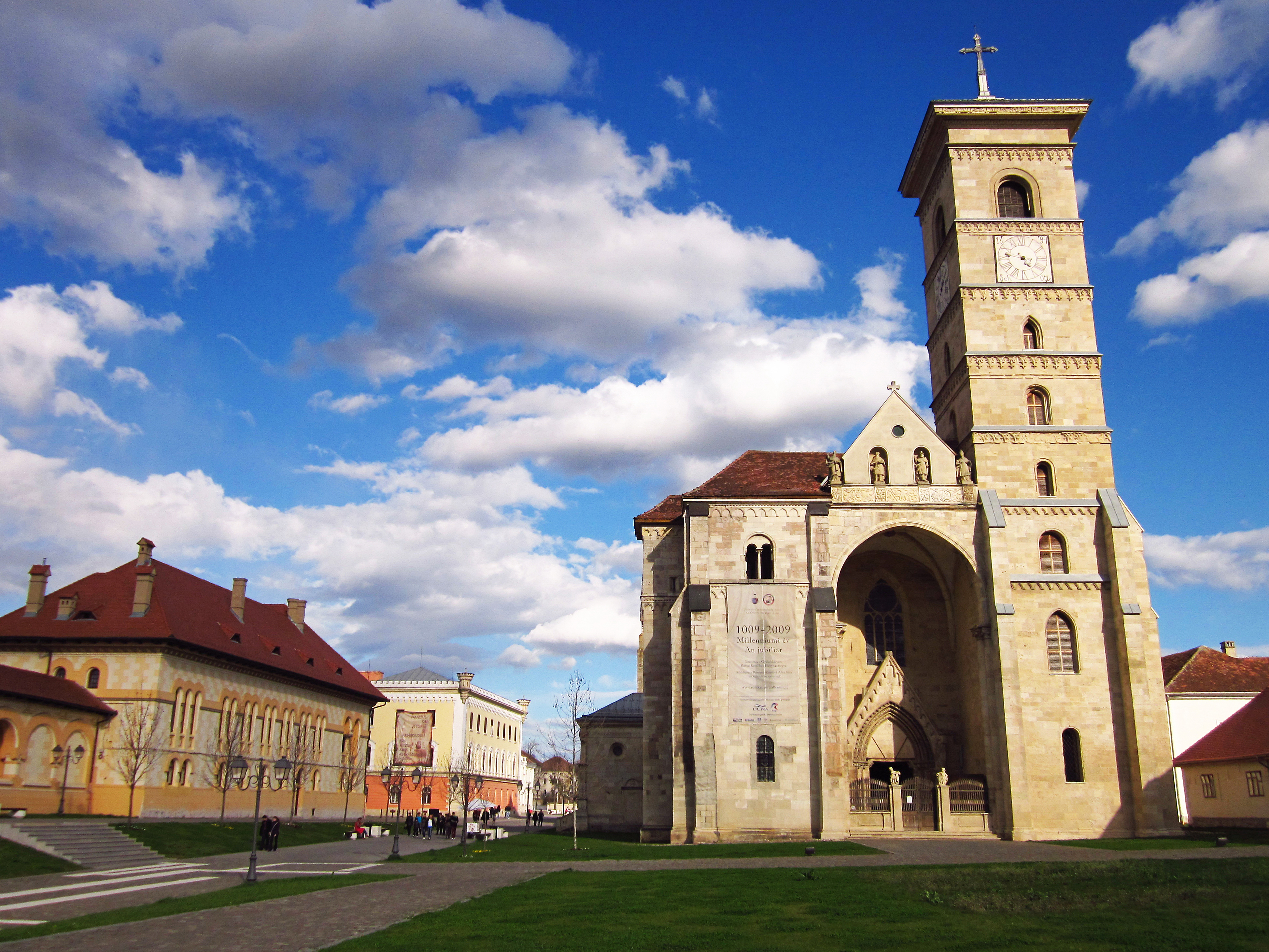
Gyulafehérvár, a megyeszékhely
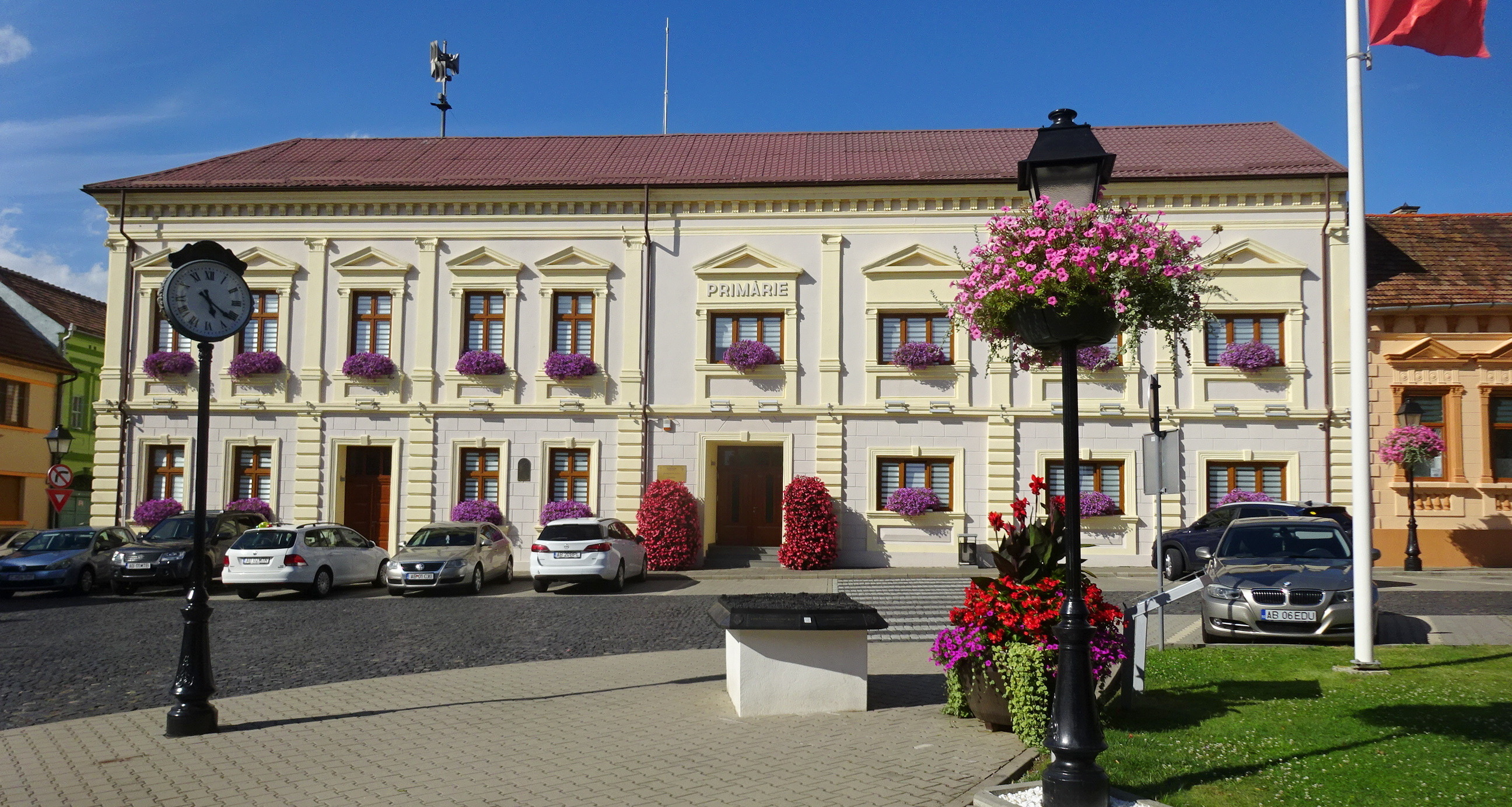
A városháza Balázsfalván
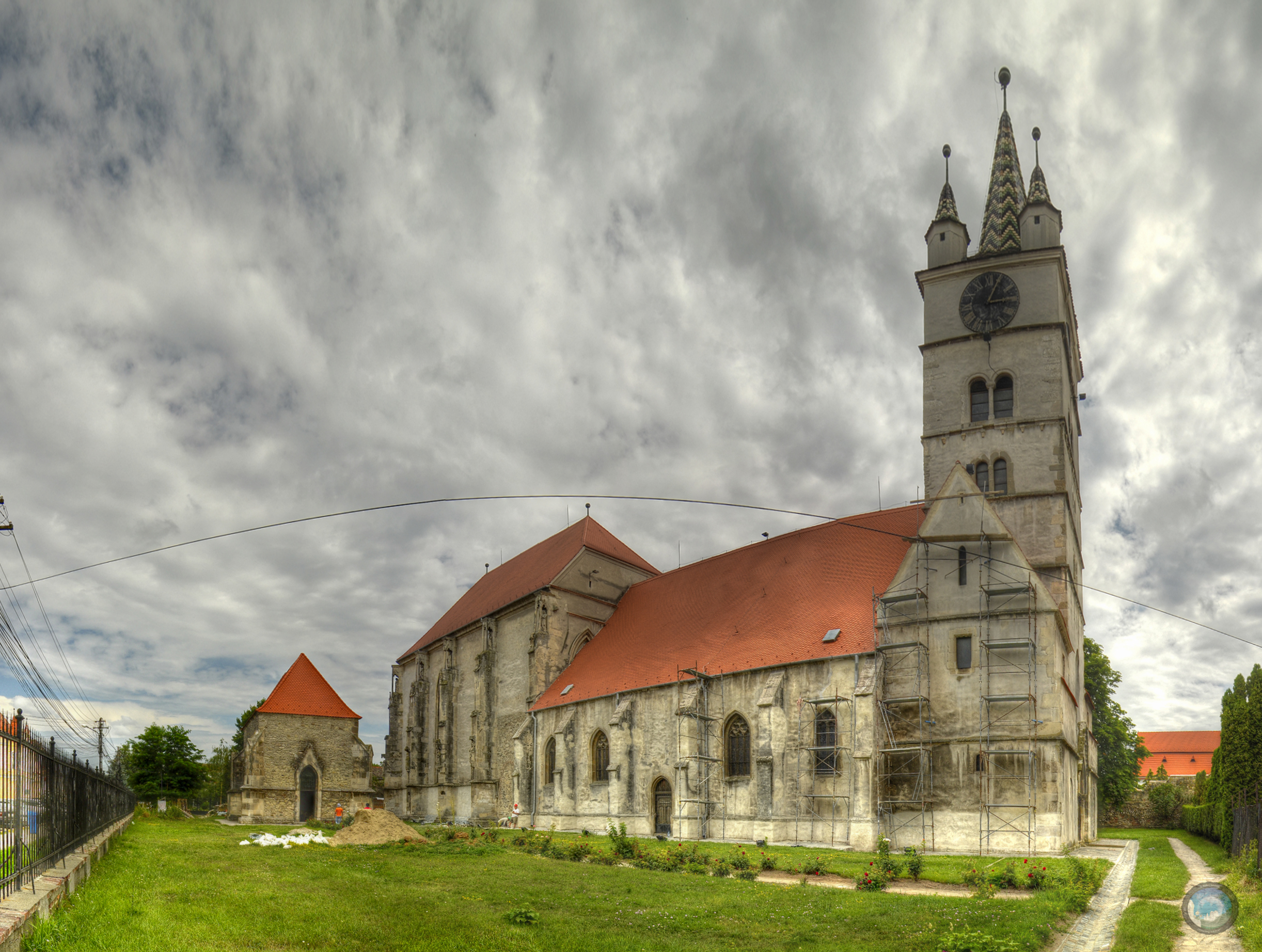
A szászsebesi evangélikus templom
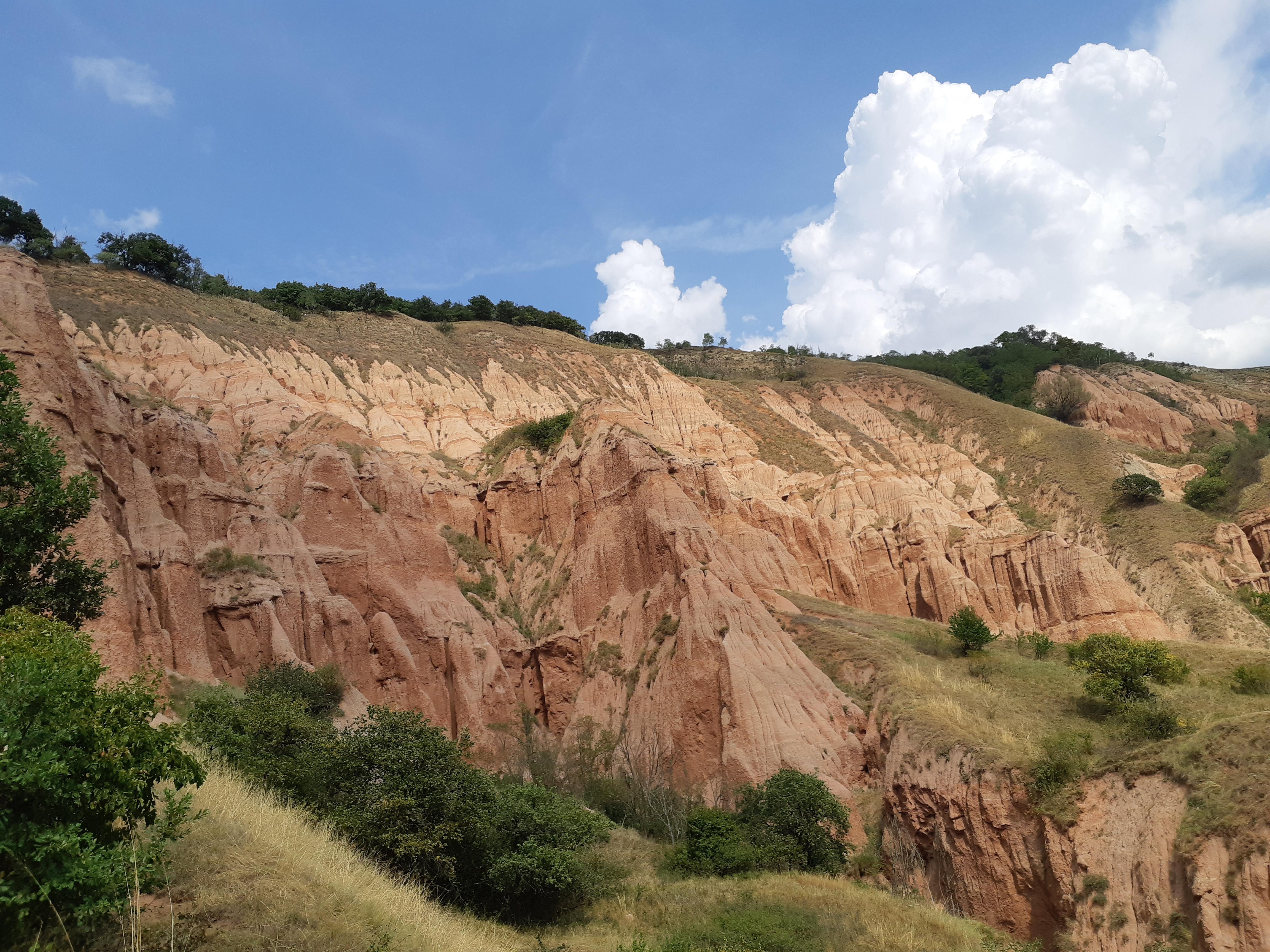
A vörös-szakadék
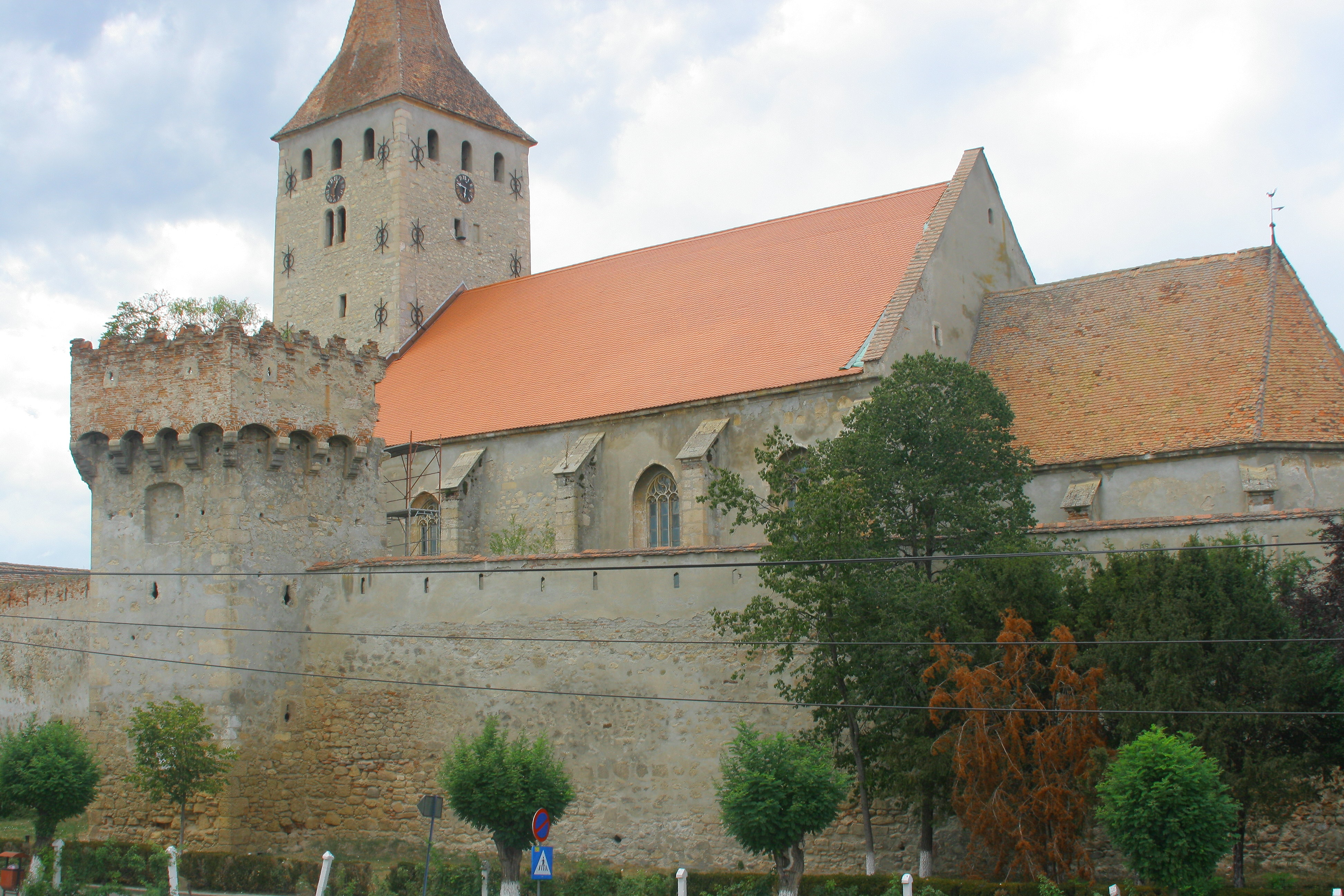
Erődtemplom Nagyenyeden